# Сан Лео
Сан Лѐо (на италиански: San Leo, на местен диалект San Lé, Сан Ле) е малко градче и община в северна Италия, провинция Римини, регион Емилия-Романя. Разположено е на 589 m надморска височина. Населението на общината е 3074 души (към 2010 г.).
Общината се намира в географския район горна Валмарекия.

## История
Общината Сан Лео е част от провинция Пезаро и Урбино, регион Марке до 2009 г., когато участва в провинция Римини.